# Dead to Rights (film)
Pour les articles homonymes, voir Dead to Rights (jeu vidéo).
Pour plus de détails, voir Fiche technique et Distribution.
Dead to Rights (en chinois : 南京照相馆) est un drame historique chinois co-écrit et réalisé par Shen Ao et sorti en 2025. 
Il met en vedette Liu Haoran, Wang Chuanjun, Gao Ye, Wang Xiao, Zhou You, Yang Enyou et Daichi Harashima. Se déroulant pendant le massacre de Nanjing, le film suit un groupe de civils qui cherchent refuge dans un studio photo au milieu du chaos de la guerre et risquent courageusement leur vie pour dénoncer les atrocités commises par l'armée impériale japonaise. Le film est sorti le 25 juillet 2025.

## Synopsis
Le film s'appuie sur des preuves photographiques authentiques des crimes de guerre japonais commis lors du massacre de Nankin. Se déroulant en 1937, il suit Ah Chang, un employé des postes qui se fait passer pour un technicien de laboratoire photo et développe des photos pour l'armée japonaise afin de survivre. Menacé par Wang Guanghai, interprète des forces d'invasion japonaises, il est contraint de développer des photographies pour le photographe militaire japonais Itō, notamment des « photos d'amitié » mises en scène, obtenues de force auprès de civils chinois. Parallèlement, il héberge un groupe de civils et de soldats chinois, transformant le studio photo en refuge temporaire. Au péril de sa vie, Ah Chang finit par aider les réfugiés à s'échapper et révèle au monde les preuves du massacre. À cette époque, le ministère japonais de l'Armée a classé comme interdites les photographies « pouvant donner l'impression de mauvais traitements infligés aux prisonniers ».

## Fiche technique
Sauf indication contraire, les informations mentionnées dans cette section peuvent être confirmées par la base de données cinématographiques IMDb,  présente dans la section « Liens externes ».
- Titre original : 南京照相馆
- Titre français : Dead to Rights
- Réalisation : Shen Ao
- Scénario : Shen Ao
- Photographie :
- Montage :
- Musique :
- Production :
- Sociétés de production :
- Pays de production : Chine
- Langue originale : mandarin
- Format : couleur
- Genre : drame historique
- Durée : 137 minutes
- Dates de sortie[4] :
  - Chine : 25 juillet 2025

## Distribution
Sauf indication contraire, les informations mentionnées dans cette section peuvent être confirmées par la base de données cinématographiques IMDb,  présente dans la section « Liens externes ».
- Liu Haoran (en) : Su Liuchang ("Ah Chang")
- Wang Chuanjun (en) : Wang Guanghai
- Gao Ye : Lin Yuxiu
- Wang Xiao : Jin Chengzong
- Zhou You : Song Cunyi
- Yang Enyou : Jin Wanyi
- Daichi Harashima : Hideo Itō
- Wang Zhen'er : Zhao Yifang

## Contexte

### Contexte historique
Le studio photographique représenté dans le film s'inspire du studio Huadong, historiquement situé près de l'actuel quartier de Guyilang à Nankin. Luo Jin, apprenti au studio, découvrit des négatifs contenant des images d'atrocités commises par des soldats japonais lors du développement de pellicules envoyées par des officiers japonais début 1938. Au péril de sa vie, Luo développa ces négatifs et les compila dans un album. En raison de difficultés, Luo rejoignit plus tard une équipe de formation en communication affiliée à la brigade de garde du gouvernement collaborationniste de Wang Jingwei, stationnée au temple Pilu (zh), où il a caché l'album dans des toilettes. En 1941, l'album a été découvert et conservé secrètement par Wu Liankai, qui suivait une formation dans le même temple.
En 1946, après la capitulation du Japon, Wu Liankai, qui avait alors changé de nom pour Wu Xuan, apprit que le Sénat provisoire de Nankin rassemblait des preuves pour le Tribunal des crimes de guerre de Nankin afin de poursuivre les criminels de guerre. Il présenta l'album photo caché, qui devint une preuve cruciale pour la condamnation de Hisao Tani, l'un des principaux auteurs du massacre de Nankin. L'album est actuellement conservé aux Secondes Archives historiques de Chine.